# Ковтун Владлен Кузьмич
Владлен Кузьмич Ко́втун (нар. 28 серпня 1938, село Таганча Канівського району Київської, нині Черкаської області) — український поет, громадський діяч. Нагороджений літературними преміями.

## Життєпис
Закінчив Київський електромеханічний технікум (1958, радіотехнік-технолог), Київський політехнічний інститут (1963, радіоінженер).
Працював у Києві на заводі «Поштова скринька № 24» з 1958 до 1966, пройшовши трудовий шлях від техніка до начальника бригади.
Від 1966 працював начальником відділу, від 1970 — заступником генерального директора, головним інженером, начальником промислового об'єднання «Укрпобутрадіотехніка» Міністерства побуту УРСР;
1987 — 1-й заступник міністра побутового обслуговування населення УРСР, від 1990 — 1-й віце-президент Українського союзу об'єднань, підприємств і організацій побутового обслуговування населення «Укрсоюзсервіс»;
Працював у Київській міській державній адміністрації: 1993—1994 — секретарем, 1995—1996 — заступником міського голови.
У 1998—2000 — заступник керівника Управління справами ВР України. Від 2000 до 2009 — заступник генерального директора Генеральної дирекції Київської міської ради з обслуговування іноземних представництв.

## Літературна творчість
Багато віршів Ковтуна поклали на музику композитори О. Білаш, В. Гамера, А. Горчинський, Ю. Журавко, М. Каландьонок, С. Калініченко, А. Лаврінчук, П. Лойтра, К. Мкртчан, С. Мороз, Л. Нечипорук, Л. Попернацький, М. Свидюк, А. Харенко, М. Чембержі та інші.
Автор відомих пісень, зокрема «Однієї долі два крила», «Село моє, Нетеребка», «Сліди на снігу», «Осокори», «У Корсуні осінь», «Я часто матір згадую свою», «Моя ти Рось», «Печеряночка», «Сто доріг і одна», «Моя любов така», «Ти чуєш, брате?», «Волю!», «Геть з України, ложний брате!», «Я іду на війну!».
Випустив із власними піснями аудіокасету «Свята ніч» (1998), компакт-диски «Я у мандри піду», «Рідний мій Шевченків краю», «Бо я біжу стома дорогами» (усі — 2008).
Автор книг: «Однієї долі два крила» (пісенна поезія з нотами, 2003); «Молюсь на імення твоє» (поезія, проза, 2008); «Я вам завдячую усім…» (поезія, проза, 2018); «Відверто про хокей на траві і не тільки» (проза, поезія, 2021).

## Громадська діяльність
- 1991—2011 — президент, від 2011 — почесний президент Федерації хокею на траві України;[1]
- Член НСЖУ (2010),
- Секретар Асоціації діячів естрадного мистецтва України (2011),
- Голова журі Міжобласного екологічного пісенного фестивалю «Мости над Россю» (від 2006),
- Член НОК України (від 1991).[2]

## Відзнаки
- Заслужений працівник сфери послуг України (1990)
- Міжнародна премія імені С. Гулака-Артемовського (1999)
- Літературна премія імені Андрія Малишка (2005)
- Почесна грамота Верховної Ради України (2003)
- Орден «За заслуги» III ступеня (2003)
- Медаль «За працю і звитягу» (2008)
- Заслужений діяч естрадного мистецтва України (2013)
- Літературно-мистецька премія імені Дмитра Луценка «Осіннє золото» (2021).[3]